# Odion Ighalo
Odion Jude Ighalo (Lagos, 16 de junho de 1989) é um futebolista nigeriano que atua como atacante. Atualmente joga no Al Wehda.

## Carreira
Foi convocado para defender a Seleção Nigeriana de Futebol na Copa do Mundo de 2018.
Em 2017, assinou com o clube chinês Shanghai Greeland, onde conquistou a Copa da china em 2019.
Em janeiro de 2020, Ighalo foi transferido para a equipe do Manchester United através de um empréstimo até o fim da temporada. A razão do empréstimo foi para suprir a ausência de Marcus Rashford, que estava lesionado naquele momento.
On 15 August 2023, Ighalo joined Al-Wehda on a free transfer.

## Títulos
Shanghai Shenhua
- Copa da China: 2019

Al-Hilal
- Campeonato Saudita: 2021–22
- Copa do Rei: 2022–23

### Prêmios individuais
- Seleção do Campeonato Saudita: 2022–23